# Jorge Hirsch
Jorge E. Hirsch (Buenos Aires ,1953) es un físico, activista e informatólogo argentino nacionalizado estadounidense. En el binomio 2005-2006 hizo pública la advertencia del riesgo de una guerra nuclear a raíz de políticas militares agresivas innecesarias de EE. UU. También es conocido por publicar el índice h, sistema de la medición de la productividad de un científico.

## Biografía
Jorge Hirsch nació en Buenos Aires (Argentina) en 1953 y estudió física en la Universidad de Buenos Aires, realizando su tesis doctoral en la Universidad de Chicago en 1980. Desde 1983, ejerce como profesor e investigador en la Universidad de California en San Diego.

## Investigaciones
La investigación de Hirsch está centrada en el estudio de las propiedades colectivas de sólidos a gran escala, como la superconductividad y ferromagnetismo, basado en explicaciones de mecanismos a pequeña escala.

### Técnicas métricas de información científica
Jorge Hirsch publicó a mediados de 2005 el llamado índice h. Este índice es un indicador empleado para averiguar de manera cuantitativa la relevancia de un científico a lo largo de su carrera. Su técnica se basa en la cantidad de citaciones que recibe un artículo científico o paper. Poseer un cociente elevado indica un alto impacto de los trabajos de un científico.
Aunque este índice ha recibido críticas, lo cierto es que es empleado como medidor externo para políticas científicas, promoción de la carrera científica de los investigadores y concesiones de premios.
Este índice es empleado en centros de documentación y bancos de datos como una técnica bibliométrica más; y los documentalistas o bibliómetras lo emplean con asiduidad. Jorge Hirsch es uno de los autores importados al campo de la Información y documentación más citados.

## Análisis de la Guerra Nuclear
Algunos ejemplos de los dichos de Hirsch a principios del 2006 incluyen:
Múltiples piezas de evidencias independientes indican que Estados Unidos está embarcado en un camino premeditado que llevará al uso de armas nucleares en una guerra con Irán en el futuro cercano.:
y que
 ni los medios ni el Congreso están llevando a cabo el inconveniente pequeño factor de que la opción militar guiará necesariamente al uso de armas nucleares en contra de Irán.:
También ha especulado que para justificar el uso de armas nucleares en contra de Irán, las autoridades de EE. UU. crearían una falsa pero difícil de hipótesis de que los biólogos del susodicho país estarían centrando sus esfuerzos en crear una modificación del virus H5N1 que se transmitiría de humano a humano, y que podría ser trasladado a Europa mediante aves migrando al norte. Sin embargo, dado que tal virus ya se ha presentado en el sur de Asia tal hipótesis está completamente obsoleta.
En abril de 2006, Hirsch envió una carta al presidente de los Estados Unidos George W. Bush firmada por otros 12 físicos, advirtiéndole de los peligros presentes en el uso de tácticas nucleares en contra de Irán, en respuesta a los artículos publicados en The New Yorker y The Washington Post que indicaban que el Pentágono estaba tomando activamente en cuenta tales opciones.